# University of Management and Communication (FH)
Die University of Management and Communication (FH) (UMC POTSDAM) war eine private Fachhochschule in Potsdam, Berlin und Neuruppin mit internationaler Ausrichtung. Im November 2009 entzog der Wissenschaftsrat der UMC die Akkreditierung wegen „schwerwiegender Defizite“. Im  Januar 2010 meldete die Einrichtung daraufhin Insolvenz an.

## Profil
Träger der UMC Potsdam (FH) war die UMC POTSDAM gGmbH. Anteilseigner waren zwei weitere Gesellschaften, inter denen verschiedene Unternehmen und Personen aus der Kultur- und Kommunikationsbranche standen. Die Hochschule unterrichtete General Management mit vertiefenden Schwerpunkten. Anfang 2009 beschäftigte die UMC zehn hauptberufliche Professorinnen und Professoren, teilweise in Teilzeit, elf Honorarprofessorinnen und -professoren sowie 30 Unterrichtende im Nebenerwerb. Ende September 2009 waren 311 Studierende eingeschrieben. Im Jahr 2007 verfügte die einrichtung über ein Budget von rund einer Million Euro. Kooperationen bestanden mit Hochschulen vor allem in Russland, aber auch in der Mongolei, in Brasilien, Kenia, Mosambik und Nicaragua.
Ende 2009 wurden folgende Studiengänge angeboten: B.A. Kommunikationsmanagement, B.A. Wirtschaftspsychologie, B.A. Mittelstandsmanagement, MBA PR-Management, MBA Corporate Communication/Business Communication Die Hochschule bot neben den grundständigen B.A.-Studiengängen und berufsbegleitenden MBA-Studiengängen Abend- und Fernkurse sowie Seminare, Workshops und Inhouse-Trainings an.

## Standort
Der Hauptsitz war im denkmalgeschützten ehemaligen kaiserlichen Hauptpostamt, dem „Palais am Stadtkanal“ am Platz der Einheit (ehem. Wilhelmplatz) in Potsdam. Als weiterer Bereich der Hochschule lag das Weiterbildungszentrum in den Tietzenhöfen in Berlin-Mitte. Eine Außenstelle bestand in Neuruppin.

## Geschichte
Die Geschichte der Hochschule begann mit einer Initiative aus Wissenschaftlern, Marketing- und Kommunikationsexperten sowie Managern, die in der Aus- und Weiterbildung von Fach- und Führungskräften engagiert waren. Gemeinsames Ziel war die Gründung einer Hochschule, die grundständige Ausbildung mit der berufsbegleitenden Weiterbildung verknüpfen sollte. Die Gründung erfolgte im Jahr 2003. Nach einer mehr als dreijährigen Vorbereitungszeit wurde die Hochschule am 5. November 2005 als Fachhochschule vom Brandenburgischen Ministerium für Wissenschaft, Forschung und Kultur (MWFK) staatlich anerkannt.
Im November 2009 versagte der Wissenschaftsrat der Hochschule die Akkreditierung, weil sie den wissenschaftlichen Maßstäben einer Hochschule nicht entspreche. Kritisiert wurde vor allem das häufig wenig verlässliche Handels auf der Grundlage von ad-hoc-Entscheidungen, ein inakzeptables Maß von Honorar- und Nebenerwerbsprofessuren sowie wiederholt rechtlich nicht korrekte Handlungsweisen. Zum letzten Punkt nannte der Wissenschaftsrat insbesondere das Missachten von Vorschriften zur Titelführung der hauptberuflichen Professorinnen und Professoren missachtet und Abstimmungspflichten mit dem Sitzland.
Der Verlust der staatlichen Akkreditierung sorgte für Spekulationen wegen der politischen Nähe des UMC-Präsidenten Eberhard Knödler-Bunte zu Ministerpräsident Matthias Platzeck sowie weiteren ranghohen SPD-Mitgliedern. Die Studenten wechselten zum großen Teil an die neu gegründete „BSP – Business School Potsdam (FH) – Fachhochschule für Management und Gesundheit“.
Am 18. Februar 2010 wurde beim Amtsgericht Potsdam ein vorläufiges Insolvenzverfahren über die UMC POTSDAM gGmbH eröffnet (AZ 35 IN 80/10). Am 26. März 2012 folgte das Regelinsolvenzverfahren, womit die Gesellschaft aufgelöst wurde. Am 26. Februar 2016 folgte die Löschung aus dem Handelsregister.